# Carlos y Alejandra
Carlos y Alejandra est un duo de bachata formé par Carlos Vargas Franco Jr. et Bianca Alejandra Feliz. 
Malgré le succès qu'ils avaient rencontré, Carlos et Alejandra décident de se séparer et d'entamer chacun une carrière solo en 2016 (Carlos continue sa carrière sous le pseudo Circharles).

## Carlos
Carlos Vargas Franco Jr. est né dans le Bronx, à New York le 27 août 1984. 
Le groupe Aventura lui avait proposé de travailler avec eux, mais il avait refusé.

## Alejandra
Alejandra Feliz, est née le 4 janvier 1987. Son père est dominicain et sa mère portoricaine.
Après ses études à Boston, elle rencontre Carlos Vargas avec qui elle partage les mêmes goûts musicaux pour la bachata, et ils décident de former leur duo.

## Discographie du duo
- La Introduccion (2009), album de l'année dans la catégorie musique tropicale aux Premios Lo Nuestro 2010.

- Participation à Devuelveme La Navidad en featuring du groupe Xtreme sur l'album Chapter 2: On The Verge (2009)
- Melodia de Amor (feat. Lenny Santos du groupe Aventura) (single sorti en 2012)
- Se Robo (single sorti en 2013)

## Discographies solo

### Circharles
- Besos Toxicos  (10/05/2017)
- Tu Judini (04/09/2017)

### Alejandra Feliz
- El Rey Estafador (2016)
- LLevame (2017)
- Fuiste Tu (duo avec Jeyro) (2017)
- Haciendo El Amor (2017)
- Nunca Me fui / Sin Senos Si Hay Paraiso (duo avec Dennis Fernando) (2017)
- Pierdes Tu (ballade) (2017)
- Amor Exótico (2018)